# 圓形溫泉 (阿拉斯加州)
圓形溫泉（英語：Circle Hot Springs）是位於美國阿拉斯加州育空-科尤庫克人口普查區的一個非建制地區。該地的面積和人口皆未知。

## 地理
圓形溫泉的座標為65°29′00″N 144°38′03″W / 65.48333°N 144.63417°W，而該地的平均海拔高度為276米（即906英尺）。